# Götz Spielmann
Götz Spielmann (Wels, 11 de janeiro de 1961) é um cineasta e roteirista austríaco. Como reconhecimento, foi nomeado ao Oscar 2009 na categoria de Melhor Filme Estrangeiro por Revanchen.